# Варзеа-ду-Дору
Варзеа-ду-Дору (порт. Várzea do Douro)  —  район (фрегезия) в Португалии,  входит в округ Порту. Является составной частью муниципалитета  Марку-де-Канавезеш. По старому административному делению входил в провинцию Дору-Литорал. Входит в экономико-статистический  субрегион Тамега, который входит в Северный регион. Население составляет 2015 человек на 2001 год. Занимает площадь 5,25 км².